# Ейха Шломо
Ейха Шломо — колишня резиденція Головного рабинату Ізраїлю, що знаходиться поряд з Великою синагогою на вулиці Короля Георга, Єрусалим. В будівлі в даний час розміщені Єврейський музей спадщини, синагога «Ренанім», офісні приміщення та зал для глядачів. Розташований через дорогу від готелю «Леонардо Плаза». Будівлю було закінчено в 1958 році.
У 2009 році папа Папа Бенедикт XVI здійснив візит до у Ейха Шломо.